# Mole nationalpark
Mole nationalpark är en nationalpark i Ghana. grundad 1971. Den ligger i den nordvästra delen av landet, 500 km norr om huvudstaden Accra, 170 km väster om Tamale i West Gonja-distriktet och omfattar 2500 km². Mole nationalpark ligger 226 meter över havet.

## Klimat
Savannklimat råder i trakten. Årsmedeltemperaturen i trakten är 25 °C. Den varmaste månaden är februari, då medeltemperaturen är 30 °C, och den kallaste är september, med 22 °C. Genomsnittlig årsnederbörd är 1 004 millimeter. Den regnigaste månaden är september, med i genomsnitt 221 mm nederbörd, och den torraste är januari, med 4 mm nederbörd.

## Däggdjur
Parken är Ghanas största nationalpark och belägen i hjärtat Guinea-savannens skogsekosystem. Den är hemvist för 93 däggdjursarter, 33 reptilarter och uppskattningsvis 300 olika fågelarter. Däggdjuren består av cirka 600 elefanter, 3000 Hartebeestar, 2000 antiloper, 4000 vattenbufflar och uppskattningsvis 6000 vårtsvin. Det finns även oräkneliga lejon, leoparder, hyenor och olika primater.

## Kommunikationer
Parken har ett vägnät på totalt 600 km som bjuder på många möjligheter till safari och ger bra möjligheter till viltvård. Det finns även ett litet enkelt hotell, som möjliggör övernattning och en restaurang. En liten landningsbana för mindre flygplan finns också.